# Musicke & Mirth
Musicke & Mirth est un ensemble allemand de musique baroque et classique fondé en 1997, adepte de l'interprétation historiquement informée, soit l'interprétation sur instruments anciens (ou copies d'instruments anciens).

## Historique
L'ensemble Musicke & Mirth est fondé par les gambistes allemandes Irene Klein et Jane Achtman durant l'été 1997 à Bâle en Suisse dans le but d'explorer la musique pour deux violes en mettant l'accent sur des œuvres peu connues, telles que la musique pour deux lyres de viole et le style galant allemand tardif,.
Irene Klein et Jane Achtman ont toutes deux étudié la viole de gambe à la Schola Cantorum Basiliensis avec Paolo Pandolfo,,,.
Le nom de l'ensemble est inspiré du titre d'une composition du compositeur et violiste anglais Tobias Hume.
Musicke & Mirth se produit dans des festivals comme le Festival Concentus Moraviae en Tchéquie en 2005, le WDR 3 Funkhauskonzerte à Cologne en 2007, ou l'Early Music Festival de Prague en 2018,.
En 2006, l'ensemble participe à la tournée européenne du Collegium Vocale Gent consacrée au cycle de cantates Membra Jesu Nostri de Dietrich Buxtehude, et en 2014-2015 il effectue en Suisse et en Europe une tournée consacrée à la musique oubliée du compositeur allemand Balthasar Fritsch (1570-1608),.

### Répertoire
Les musiciens de l'ensemble Musicke & Mirth jouent sur des instruments d'époque et à partir de partitions originales, en accordant une grande attention aux pratiques de l'interprétation historiquement informée,.
L'objectif de Musicke & Mirth est d'explorer la musique pour deux violes et de redécouvrir des répertoires peu connus. Son répertoire couvre tout le spectre de la musique de viole, des premières partitions imprimées à Nuremberg vers 1540 au style «sensible» de l'école de Berlin vers 1760,,.

## Distinctions
Musicke & Mirth a reçu plusieurs distinctions,,,, :
- 1997 : troisième prix de l'American Dorian/EMA Recording Competition ;
- 1998 : deuxième prix du Premio Bonporti à Rovereto (Italie) ;
- 2000 : deuxième prix du Concours Van Wassenaer à La Haye (Pays-Bas) ;
- 2008 : « Diapason Découverte » pour l'album Feuer und Bravour.

## Discographie
L'ensemble Musicke & Mirth a réalisé des enregistrements pour les labels Raumklang, Ramée et Deutsche Harmonia Mundi (Sony),,,,.
- 2001 : Musicke & Mirth - Music for Two Lyra Viols, musique anglaise pour deux lyra-viols (Raumklang 9906)
- 2004 : Die Spinne im Netz: Music from Nuremberg Prints of the 16th Century, avec le ténor Julian Podger (Raumklang 2305, schola cantorum basiliensis edition)
- 2008 : Feuer und Bravour, musique pour viole de gambe à la cour de Frédéric II à Berlin : Ludwig Christian Hesse, Christoph Schaffrath, Johann Gottlieb Graun, avec Barbara Maria Willi (pianoforte) et  Rebeka Ruso (violoncelle) (Ramée RAM 0803)
- 2012 : Division-Musick, avec Amandine Beyer (violon) et Johannes Strobl (orgue), musique anglaise du XVIIe siècle (Ramée RAM 1204)
- 2017 : ..und weil die Music lieblich ist, musique de Balthasar Fritsch, avec Ulrike Hofbauer (Deutsche Harmonia Mundi - Sony)
- 2021 : A Store Housse of Treasure - John Baldwin's Commonplace Book, musique anglaise de Byrd, Bevin, Ferrabosco, taverner, Tye et autres  (Ramée RAM 2021)